# Années 2050
Les années 2050 commenceront le samedi 1er janvier 2050 et se termineront le mercredi 31 décembre 2059.

## Climat
D'ici 2050, Météo-France prévoit des canicules deux fois plus fréquentes et plus sévères.

## Évènements prévus ou attendus
Le Ministère français de la transition écologique, selon un programme annoncé en 2019, prévoit de diviser par quatre les émissions de gaz à effet de serre et d'atteindre un objectif zéro carbone en 2050.